# Championnat d'Océanie de football des moins de 20 ans 1982
Navigation
Fidji 1980 Australie 1985
Le championnat d'Océanie de football des moins de 20 ans 1982 est la quatrième édition du championnat de l'OFC des moins de 20 ans qui a eu lieu en Papouasie-Nouvelle-Guinée du 5 au 10 décembre 1982. L'équipe de Nouvelle-Zélande, titrée il y a 2 ans, remet son titre en jeu. Pour la première fois, le championnat délivre une qualification automatique pour la prochaine Coupe du monde des moins de 20 ans, qui aura lieu au Mexique en 1983, sans avoir à passer par le barrage intercontinental.

## Équipes participantes
- Papouasie-Nouvelle-Guinée - Organisateur
- Nouvelle-Zélande - Tenante du titre
- Australie
- Fidji

## Résultats
Les 4 équipes participantes sont réparties en une poule unique où chaque équipe rencontre ses adversaires une fois. À l'issue des rencontres, les deux premiers se qualifient pour la finale de la compétition tandis que les deux derniers disputent le match pour la 3e place. À noter que c'est le premier de la poule et non le vainqueur de la finale qui se qualifie pour la Coupe du monde.
|   | Équipe                    | Pts | J | G | N | P | BP | BC | Diff |
| - | ------------------------- | --- | - | - | - | - | -- | -- | ---- |
| 1 | Australie                 | 6   | 3 | 3 | 0 | 0 | 11 | 1  | +10  |
| 2 | Nouvelle-Zélande          | 4   | 3 | 2 | 0 | 1 | 13 | 2  | +11  |
| 3 | Papouasie-Nouvelle-Guinée | 1   | 3 | 0 | 1 | 2 | 1  | 9  | -8   |
| 4 | Fidji                     | 1   | 3 | 0 | 1 | 2 | 1  | 14 | -13  |

| 5 décembre 1982  | Nouvelle-Zélande          | 6 | 0 | Papouasie-Nouvelle-Guinée |
|                  | Australie                 | 7 | 0 | Fidji                     |
| 7 décembre 1982  | Australie                 | 2 | 1 | Nouvelle-Zélande          |
|                  | Papouasie-Nouvelle-Guinée | 1 | 1 | Fidji                     |
| 10 décembre 1982 | Nouvelle-Zélande          | 6 | 0 | Fidji                     |
|                  | Australie                 | 2 | 0 | Papouasie-Nouvelle-Guinée |

- L'Australie se qualifie pour la Coupe du monde des moins de 20 ans.

### Match pour la3eplace
| 12 décembre 1982 | Fidji | 2 - 1 | Papouasie-Nouvelle-Guinée | Port Moresby |  |
|                  |       |       |                           |              |  |

### Finale
| 12 décembre 1982 | Australie                       | 4 - 3 a.p. | Nouvelle-Zélande                       | Port Moresby         |                      |
|                  | Farina 75e, 80e · Lowe 92e, 98e |            | Tua'a 10e (pen.), 21e · McClennan 110e | Arbitrage : Ian Mole | Arbitrage : Ian Mole |

## Sources et liens externes
- (en) Feuilles de matchs et infos sur RSSSF